# سچوتس
سچوتس (به لاتین: Sečovce) یک شهرک در اسلواکی با جمعیت ۷٬۹۴۵ نفر است که در Trebišov District واقع شده‌است.